# Emilia Dilke
Lady Emilia Francis Dilke nata Strong (Ilfracombe, 2 settembre 1840 – Ilfracombe, 23 ottobre 1904) è stata una scrittrice, storica dell'arte, sindacalista e femminista britannica.

## Biografia
Figlia dell'ufficiale dell'Esercito indiano Henry Strong e di Emily Weedon, Emilia Francis Strong nacque il 2 settembre 1840 a Ilfracombe, nella Contea del Devon. Quarta di sei fratelli, trascorse la sua infanzia a Iffley ricevendo un'educazione domiciliare e approfondendo lo studio delle lingue classiche, del francese e del tedesco. La passione per l'arte portò la Strong a frequentare la South Kensington Art School, scuola di design londinese. Nel 1861 sposò Mark Pattinson, rettore del Lincoln College di Oxford. In seguito alla morte del coniuge, avvenuta nel 1884, Emilia Francis Strong convolò in seconde nozze con sir Charles Dilke, politico e membro del Partito Liberale inglese.
Nel 1864 iniziò il suo sodalizio lavorativo con il Saturday Review collaborando con la testata in qualità di critica d'arte. Nel decennio successivo prestò la sua penna a diverse riviste nazionali e francesi, compilando articoli dedicati ai temi del sindacalismo e del lavoro femminile. All'attività giornalistica affiancò quella letteraria, sviluppando una produzione eclettica: opere dedicate alla politica estera, alla storia dell'arte, sino alla pubblicazione di brevi racconti ispirati al tema del soprannaturale.
Lady Dilke partecipò attivamente alle attività della Women's Protection and Provident League, istituzione impegnata dal 1874 nella tutela dei diritti delle lavoratrici (dal 1903 rinominata Women's Trade Union League -WTUL-).

## Opere

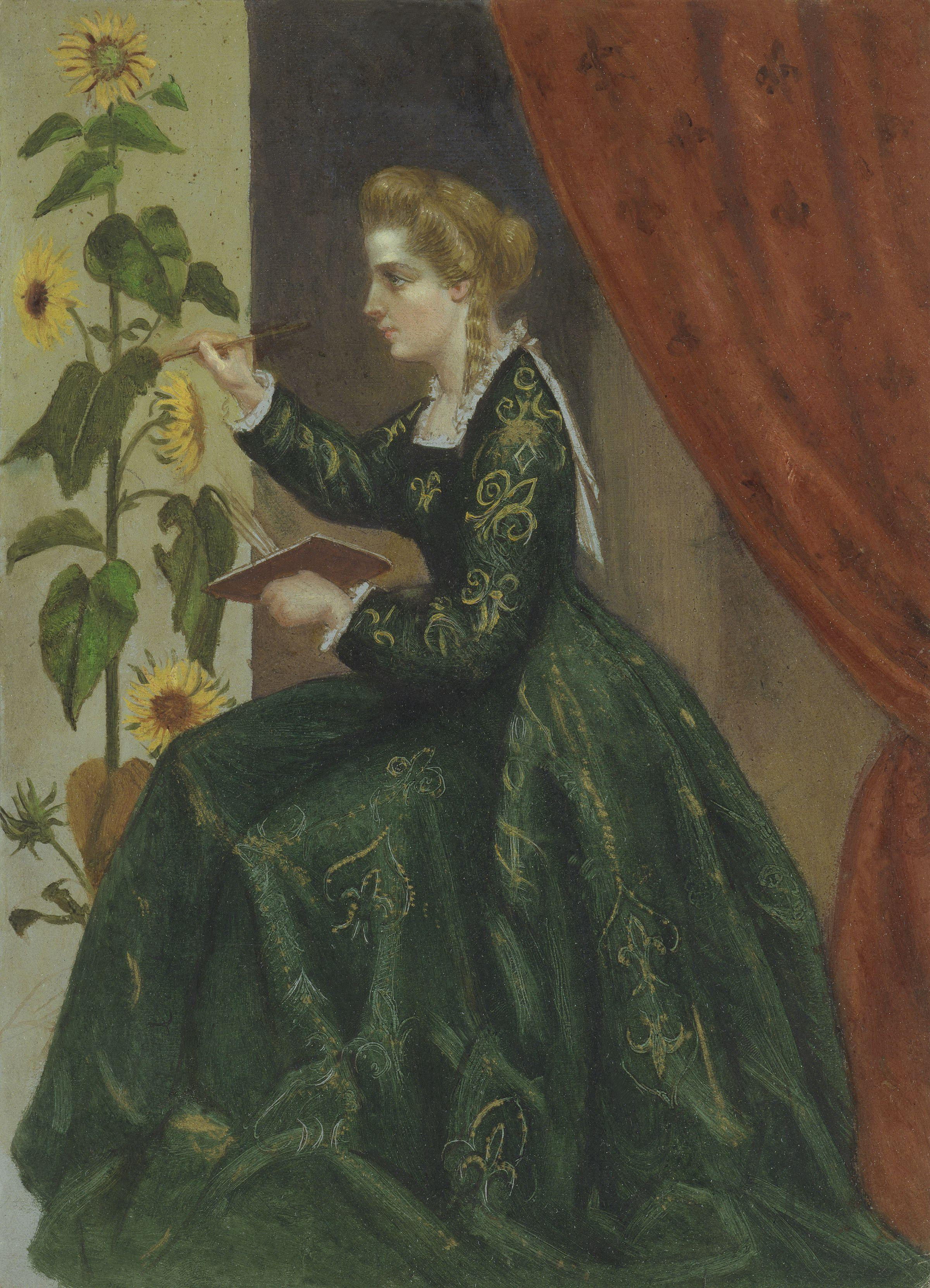
Ritratto di Emilia Dilke dipinto da Laura Capel Lofft (in seguito Lady Trevelyan), 1864 circa.

- Il Rinascimento dell'Arte in Francia (Londra, 1879), 2 voll.
- "Sir Frederic Leighton, PRA". In Biografie illustrate di artisti moderni, ed Francois G. Dumas (Parigi, 1882).
- Claude Lorrain, sa vie and ses oeuvres (Parigi, 1884)
- Art in the Modern State (London, 1888)
- Pittori francesi del XVIII secolo (Londra, 1899)
- Architetti e scultori francesi del XVIII secolo (Londra, 1900)
- Incisori e disegnatori francesi del XVIII secolo (Londra, 1902)
- Mobili e decorazioni francesi nel XVIII secolo (1901)
- The Shrine of Death and Other Stories (London, 1886)
- The Shrine of Love and Other Stories (London, 1891)
- Il libro della vita spirituale, con una memoria dell'autore (1905) Storie e saggi; memoriale di Charles Dilke.
- The Outcast Spirit and Other Stories (Snuggly Books, 2016)
- Betty Askwith, Lady Dilke: A Biography (London: Chatto and Windus, 1968)
- Charles Dilke, "Memoir" dell'autore in Emilia Dilke, The Book of the Spiritual Life (1905)
- Kali Israel, Nomi e storie: Emilia Dilke e Victorian Culture (New York: OUP, 1999)
- Hilary Fraser, "Emilia Dilke", nel Dizionario di Biografia Nazionale di Oxford, ed. HCG Matthew e Brian Harrison (Oxford: OUP, 2004)
- Elizabeth Mansfield, "Autorità articolata: i primi saggi e recensioni di Emilia Dilke", Rivista vittoriana periodici 31: 1 (primavera 1998): 76-86